# 11.ª Flotilla U-boat
La 11.ª flotilla de submarinos alemana ( en alemán 11. Unterseebootsflottille ) se formó el 15 de mayo de 1942 en el puerto de Bergen, Noruega . La flotilla operó principalmente en el Mar del Norte en contra de los convoyes rusos (series JW, PQ, QP y RA) operando en el Mar Ártico . La flotilla operó con diferentes tipos de submarinos Tipo VII hasta septiembre de 1944, cuando recibió una afluencia de algunos barcos Tipo IX de Francia. También fue la única flotilla en colocar el submarino Tipo XXI para uso operativo, pero la guerra terminó antes de que el U-2511 entrara en acción. La Flotilla se disolvió el 9 de mayo de 1945 con la rendición alemana.

## Comandantes de flotilla
| Duración                         | Comandante                                    |
| -------------------------------- | --------------------------------------------- |
| mayo de 1942 – diciembre de 1944 | Fregattenkapitän Hans Cohausz                 |
| diciembre de 1944 – mayo de 1945 | Fregattenkapitän Heinrich Lehmann-Willenbrock |

## Unidades
La flotilla recibió 189 unidades durante su servicio, comprendiendo modelos de U-boats Tipo VII C y C/41, Tipo XXI y Tipo XXIII.
- U-88
- U-117
- U-212, U-218, U-244, U-246, U-248, U-251, U-255, U-269, U-275, U-278, U-285, U-286, U- 290, U-293, U-294, U-295, U-296, U-297, U-299
- U-300, U-302, U-307, U-309, U-312, U-313, U-314, U-315, U-318, U-321, U-322, U-324, U- 325, U-326, U-327, U-328, U-334, U-339, U-344, U-347, U-354, U-355, U-361, U-363, U-376, U-377,U-378, U-394, U-396, U-399
- U-400, U-403, U-405, U-408, U-419, U-420, U-425, U-426, U-427, U-435, U-436, U-456, U- 457, U-467, U-470, U-472, U-480, U-482, U-483, U-485, U-486
- U-586, U-589, U-591, U-592
- U-601, U-606, U-622, U-625, U-629, U-636, U-639, U-644, U-646, U-650, U-657, U-663, U- 674, U-680, U-681, U-682, U-683
- U-703, U-711, U-713, U-716, U-722, U-735, U-764, U-771, U-772, U-773, U-774, U-775, U- 778
- U-825, U-826, U-827, U-867
- U-901, U-905, U-907, U-926, U-927, U-956, U-957, U-963, U-965, U-978, U-987, U-990, U- 991, U-992, U-994
- U-1002, U-1003, U-1004, U-1005, U-1006, U-1009, U-1010, U-1014, U-1017, U-1018, U-1019, U-1020, U- 1021, U-1022, U-1023, U-1024, U-1051, U-1053, U-1055, U-1058, U-1063, U-1064, U-1104, U-1107, U-1109,U-1163, U-1165, U-1169, U-1171, U-1172, U-1195, U-1199, U-1200, U-1202, U-1203, U-1206, U-1208, U- 1209, U-1231, U-1272, U-1273, U-1276, U-1277, U-1278, U-1279, U-1302
- U-2321  (s), U-2322  (s), U-2324  (s), U-2325  (pl), U-2326, U-2328  (pl), U-2329  (s), U-2330  (sl), U-2334  (y), U-2335  (y), U-2502  (y), U-2503  (y), U-2506  (y), U-2511, U-2513  (y), U -2518
- U-3008  (es)